# Nella giungla di cemento
Nella giungla di cemento (Menace II Society) è un film diretto da Albert e Allen Hughes.
Fu presentato alla Quinzaine des Réalisateurs del 46º Festival di Cannes.

## Trama
Il film segue le vicende di Caine, un ragazzo nero cresciuto nel ghetto di Watts a Los Angeles, figlio di un uomo (interpretato da Samuel Jackson) ucciso dal commercio di droga e di una madre morta per overdose. L'assassinio di un caro parente suscita in Caine un sentimento di rancore verso gli altri neri, ma lo porta anche a riflettere costantemente sul senso della vita da delinquente che conduce insieme agli amici, O-Dog ed A-Wax (interpretato da MC Eiht). Caine infine decide di lasciare tutto alle spalle e partire per Atlanta con la sua fidanzata Ronnie, ma la cosa non potrà accadere.

## Accoglienza
Il film ha ricevuto generalmente recensioni positive. IMDb riporta una media di 7.4 su 10, Rotten Tomatoes invece l'85%. Morando Morandini ha assegnato al film 2 stelle su 5, esattamente come Pino Farinotti.

## Colonna sonora
- Trigga Gots No Heart scritta da Spice 1, E-A-Ski e M. Ogleton interpretata da Spice 1
- Packin' a Gun scritta da Ant Banks, S. Jordan, R. Gooden Performed interpretata da Ant Banks
- Streiht Up Menace scritta da MC Eiht e DJ Slip interpretata da MC Eiht
- Slow Dance (Hey Mr. Dj) Instrumental scritta da R. Kelly, T. Blatcher, M. Jefferson interpretata da R. Kelly e Public Announcement
- Lick Dem Muthaphuckas scritta da Lord Jamar), Sadat X e DJ Sincere interpretata da Brand Nubian
- Death Becomes You scritta da Pete Rock, C.L. Smooth, T. Guest, K. Guest interpretata da Pete Rock e C.L. Smooth
- Honey Love scritta da R. Kelly interpretata da R. Kelly and Public Announcement
- Stop Lookin' at Me scritta da A. Sealy, J. Edwards, Q. Dillon, The Guru interpretata da The Cutthroats
- Can't Fuck Wit' a Nigga scritta da DJ Quik, R. Bacon interpretata da DJ Quik
- Kinda Like a Gangsta scritta da Smooth, C. Stokes interpretata da Smooth
- All Over a Ho scritta da Mz. Kilo, Cold 187um, Kokane interpretata da Mz. Kilo
- Dedicated scritta da R. Kelly interpretata da R. Kelly e Public Announcement
- You've Been Played scritta da Smooth, C. Stokes interpretata da Smooth
- Fly Away scritta da V. Herbert, K. Griffin interpretata da Hi-Five
- Only the Strong Survive scritta da Too $hort, Ant Banks, R. Gooden, S. Jordon, M. Hampton interpretata da Too $hort
- Love and Happiness scritta da Al Green e Mabon Hodges interpretata da Al Green
- Top of the World scritta da Dwayne P. Wiggins), E. "Kenya" Baker, F. Busby interpretata da Kenya Gruv
- Dopeman (Remix) scritta da Ice Cube e Dr. Dre interpretata da N.W.A.
- Atomic Dog scritta da George Clinton, Garry Shider e David L. Spradley interpretata da George Clinton
- For the Love of You(part 1) scritta da The Isley Brothers e Chris Jasper interpretata da The Isley Brothers
- Computer Love scritta da Roger Troutman, Larry Troutman e Shirley Murdock interpretata da Zapp
- Stay Strapped in South Central scritta da Quincy Jones III interpretata da Xavier and Quincy Jones III
- Hot Wire Oldie scritta da Quincy Jones III interpretata da Teddy Miller e Quincy Jones III
- Got to Give it Up  scritta da Marvin Gaye interpretata da Marvin Gaye
- Only the Strong Survive scritta da Kenny Gamble, Jerry Butler e Leon Huff interpretata da Jerry Butler

## Incassi
Il film incassò ben 27.900.000 dollari a fronte d'un budget di 3.500.000 soltanto.

## Riconoscimenti
- Independent Spirit Awards
  - Miglior fotografia a Lisa Rinzler
  - Nomination miglior debutto a Albert e Allen Hughes e Darin Scott
  - Nomination miglior protagonista maschile a Tyrin Turner
- MTV Movie Awards
  - Miglior film